# Carlos Sodi Candiani
Carlos Esteban Ignacio María del Corazón de Jesús Sodi Candiani (Oaxaca, Oaxaca; 1838-Oaxaca, Oaxaca; 1909) fue un político, abogado y terrateniente mexicano que se desempeñó como senador del Congreso de la Unión por los estados de Oaxaca de 1882 a 1884 y Michoacán durante aproximadamente 25 años. Fue un importante terrateniente en Oaxaca y copropietario de varias haciendas junto con su hermano, Demetrio Sodi.

## Primeros años y educación
Carlos Esteban Ignacio María del Corazón de Jesús Sodi Candiani nació en 1838 en Oaxaca de Juárez, Oaxaca. Fue el segundo hijo del ingeniero y teniente coronel italiano Carlos Sodi Bartoloni, quien emigró de Florencia en el siglo XIX, y de María del Carmen Camila Nepomucena Candiani Gutiérrez Griz.
Sodi se matriculó en el Instituto de Ciencias y Artes de Oaxaca entre las décadas de 1850 y 1860. En 1867 se registró su participación como sinodal en los exámenes de Gramática, lo que indica que posiblemente fue profesor del instituto.

## Carrera política
Durante el Porfiriato, Sodi y su familia fueron poseedores de vastas extensiones de tierra en el estado de Oaxaca. Él y su hermano, Demetrio, fueron dueños de la Hacienda Concepción y la Hacienda Candiani y su anexo, La Compañía, ambas ubicadas en las afueras de la Ciudad de Oaxaca. Esta última se dedicaba a la producción de la caña de azúcar y tenía una superficie de 328-50-23 hectáreas.
Sodi se desempeñó como Senador del Congreso de la Unión por el estado de Oaxaca desde el año 1882 hasta 1884, en la XI Legislatura del Congreso Mexicano. También se desempeñó como senador por el estado de Michoacán durante aproximadamente 25 años.

## Vida personal y muerte
Sodi se casó dos veces durante su vida, su primer matrimonio fue con Dolores Guergué Antuñana y del Solar Campero y el segundo con Refugio Romero Guenduláin. Tuvo un total de 22 hijos, entre ellos el presidente de la Suprema Corte de Justicia de la Nación (1908-1910) y secretario de Justicia (marzo-mayo de 1911) Demetrio Sodi Guergué, y el defensor público, novelista y dramaturgo Federico Sodi Romero.
Sodi murió en 1909 en Oaxaca de Juárez, Oaxaca.